# 格羅夫蘭鎮區 (堪薩斯州麥克弗森縣)
格羅夫蘭鎮區（英語：Groveland Township）為美國堪薩斯州麥克弗森縣轄下的鎮區。2010年美国人口普查中此鎮區人口有206人。

## 地理
格羅夫蘭鎮區涵蓋總面積為93.7平方（36.16平方英里），其中陸地面積為93.6平方（36.12平方英里），水域面積為0.10平方（0.04平方英里）或0.11%。

## 人口統計
根據2010年美國人口普查，格羅夫蘭鎮區人口有206人，其中男性有109人，女性有97人，人口密度為每平方公里2.20人，住房計82戶。鎮區內的白人有193人，非裔美國人有7人，美洲原住民有0人，亞裔美國人有0人，太平洋島裔美國人有0人，其他種族有6人，混血種族則有0人。此外鎮區內有6人為西班牙裔或拉丁裔美國人。此鎮區之年齡中位數為45.0歲，而男性年齡中位數為45.8歲，女性年齡中位數為43.5歲。

## 交通

### 主要公路
- 61號堪薩斯州州道